# József Balla
József Balla (ur. 27 lipca 1955 w Szőreg, zm. 18 marca 2003 w Kecskemécie) – węgierski zapaśnik walczący w stylu wolnym. Dwukrotny srebrny medalista olimpijski z Montrealu 1976 i Moskwy 1980, w kategorii plus 100 kg.
Wicemistrz świata w 1985; trzeci w 1977, a czwarty w 1975. Mistrz Europy w 1983 i drugi w 1975, 1978 i 1981 roku.
- Turniej w Montrealu 1976

Przegrał w pierwszej walce z zawodnikiem radzieckim Sosłanem Andijewem, a potem wygrał z Moslemem Filabim z Iranu, Jimmy Jackson z USA, Yorihide Isogai z Japonii, Nikołą Dinewem z Bułgarii i w rundzie finałowej z Rumunem Ladislau Șimonem.
- Turniej w Moskwie 1980

Pokonał Petyra Iwanowa z Bułgarii i Andrei Ianko z Rumunii. Przegrał z Sosłanem Andijewem z ZSRR. Następnie wygrał z Rolandem Gehrke z NRD i w rundzie finałowej z Adamem Sandurskim